# Nationaal park Qafë-Shtamë
Nationaal park Qafë-Shtamë (Qafshtama) (Albanees: Parku Kombëtar i Qafë Shtamës) is een nationaal park in Albanië. Het park werd opgericht in 1996 en beslaat 20  vierkante kilometer.  Het landschap bestaat uit de bergen rond de Shtamë-pas (Maja e Liqenit (1724 m), Maja e i Rjepat Qetkolës (1686 m)), bronnen en bossen (beuk, den, steeneik). Het park grenst aan het Nationaal park Dajt.